# Журну, Поль
Поль Журну (фр. Paul Journoud, 18 января 1821, Рив-де-Жье — 26 февраля 1882, Париж) — французский шахматист и шахматный журналист.

## Биография
Член шахматного клуба в «Кафе де ля Режанс». Один из сильнейших шахматистов Парижа и всей Франции 1850—1860-х гг. Сыграл ряд матчей и показательных партий с лучшими шахматистами своего времени. В 1858 г. во время парижских гастролей П. Морфи проиграл ему все 12 партий, но вместе с Ж. А. де Ривьером сумел победить американца в консультационной партии. В 1859 г. проиграл матч Ж. А. де Ривьеру со счетом 5 : 10 (+4 –9 =2). Еще через год сыграл матч с А. Андерсеном, в котором потерпел поражение со счетом 1½ : 3½ (+1 –3 =1). Был одним из противников А. Д. Петрова во время визита российского шахматиста в Париж в 1863 г. Известна одна их партия, которая протекала в напряженной борьбе и завершилась вничью на 33-м ходу.
Добился большой известности как журналист. В разные годы являлся редактором нескольких парижских шахматных журналов: «La Régence» (1860—1861), «La Nouvelle Régence» (1861—1864), «Le Palamède Français» (1864; совместно с В. Мачуским), «Le Sphinx» (1865—1867). С 1861 г. до самой смерти вел шахматный отдел в журнале «Le Monde illustré».